# Matériel
Matériel (dal francese Matériel per apparecchiature o hardware, relativa al materiale) è un termine usato in inglese per indicare le attrezzature e forniture nella gestione della catena di distribuzione militare e commerciale.
In un contesto militare, matériel riguarda le specifiche esigenze per completare una missione specifica. Il termine è spesso usato in senso generale ("uomini e mezzi") per descrivere le esigenze di un esercito funzionante. Gestione Materiel consiste di continuare le azioni relative alla pianificazione, organizzazione, direzione, coordinamento, controllo e valutazione dell'applicazione delle risorse per garantire il sostegno efficace ed economico di forze militari. Esso comprende provisioning, la catalogazione, la determinazione requisiti, acquisizione, distribuzione, manutenzione e smaltimento. I termini "di gestione del materiale", "controllo materiale", "il controllo delle scorte", "gestione del magazzino", e "la gestione della supply" sono sinonimi.